# Riko Sawayanagi
Riko Sawayanagi (澤柳 璃子?, Sawayanagi Riko; Hakodate, 25 ottobre 1994) è una tennista giapponese.
Vincitrice di tre titoli nel singolare e undici titoli nel doppio nel circuito ITF, il 5 ottobre 2015 ha raggiunto la sua migliore posizione nel singolare WTA piazzandosi 178º. Il 17 luglio 2017 ha raggiunto il miglior piazzamento mondiale nel doppio alla posizione n°178.